# Jan Willem Geels
Jan Willem Geels (Arnhem, 29 mei 1880 - Apeldoorn, 4 juni 1950) was een Nederlandse predikant binnen de Christelijke Gereformeerde Kerken. Ook doceerde hij aan de Theologische Hogeschool van de Christelijke Gereformeerde Kerken te Apeldoorn.

## Leven
Na zijn bekering wilde Geels graag dominee worden. Omdat predikant worden een hele stap was, vroeg hij God om een teken. Als zijn broer bekeerd zou worden, zou dit voor hem een bewijs zijn dat hij predikant zou moeten worden. Toen zijn broer later tot geloof kwam, was het voor Geels het teken. In 1900 werd hij ingeschreven als theologiestudent. Hij volgde colleges van F.P.L.C. van Lingen, van J. Wisse en van P.J.M. de Bruin. Na de studie werd hij (in 1907) predikant in 's-Gravendeel, daarna verhuisde hij in 1911 naar Haarlem, in 1921 naar Apeldoorn en in 1930 naar Hilversum.
In 1932 werd hij door de synode van de Christelijke Gereformeerde Kerken gekozen in de vacature, die ontstaan was door het overlijden van Franciscus Lengkeek. Diens vakkenpakket nam hij over. Op 27 september 1932 hield hij zijn inaugurale rede, getiteld Schriftgezag en Schriftverklaring. Toen er een vacature kwam in de kerkhistorische vakken door het vertrek van P.J.M. de Bruin nam Geels ook diens vakken over, zo kreeg hij ook kerkgeschiedenis en kerkrecht te onderwijzen. Op 29 oktober 1947 hield hij zijn afscheidscollege.
Hij overleed op zondag 4 juni 1950 op zeventigjarige leeftijd en werd in Apeldoorn begraven.
- International Standard Name Identifier: 0000 0003 9598 4577
- Nederlandse Thesaurus van Auteursnamen: 113575165
- Virtual International Authority File: 290852156
- WorldCat: E39PCjJCFRmxCwGRWMvBydJ4FX